# Kristeen Young
Kristeen Young er en amerikansk sangerinde, født i St. Louis, Missouri, USA. Hun er halvt apache og adopteret af kristne fundamentalistiske forældre. 
Hun var med på sangeren Morrisseys Ringleader of the Tormentors tour i 2006.

## Diskografi
- Breasticles (2003 album)
- X (2004 album)
- The Orphans (2006 album)
- Kill The Father (2006 single)
- London Cry (2006 single)

## Eksterne links
- KristeenYoung.com Official website